# HMS York (90)
Pour les autres navires du même nom, voir HMS York.
Le HMS York est un croiseur lourd de la Royal Navy construit à la fin des années 1920, premier navire de la classe York. Il est affecté à la Station d'Amérique du Nord et des Antilles avant la guerre. Au début de la Seconde Guerre mondiale, il escorte des convois dans l'Atlantique et participe à la campagne de Norvège en 1940. À la fin de l'année 1940, il est transféré à la flotte de la Méditerranée où il escorte des convois et les principaux navires de la flotte. 
En 1941, le HMS York est échoué après une attaque de M.T.M "Barchino" de la Xe flottiglia MAS dans la baie de La Sude, en Crète, puis irrémédiablement endommagé par des bombardements. L'épave du navire est renflouée en 1952 et démolie à Bari.

## Conception et construction
La conception des navires de la classe York est basée sur celle de la classe County mais en plus petit et moins armés, donc moins chers. 
Le York se distingue de son sister-ship, l'Exeter, par la position des mâts et des cheminées qui sont inclinés vers l'arrière sur le premier alors qu'ils sont verticaux sur le second. De plus, le York dispose d'un très grand pont conçu pour être équipé d'une catapulte prévue au-dessus de la tourelle avant.
Le déplacement standard du York est de 8 382 t et de 10 790 tonnes à pleine charge. Le navire est long de 175 m et large de 17 m, et son tirant d'eau est de 6,17 m. La propulsion est assurée par des turbines à vapeur Parsons entrainant quatre arbres de transmission, pouvant développer 80 000 ch et fournir une vitesse maximale de 32,25 nœuds (59,73 km/h). La vapeur alimentant les turbines est produite par huit chaudières à tubes d'eau de type trois tambours Admiralty. Le York peut emporter 1 900 tonnes de fioul, ce qui lui donne une autonomie de 13 300 milles marins (24 632 km) à 12 nœuds.
Le navire est équipé de six canons de 203 mm de calibre 50, répartis en trois tourelles doubles. Son armement secondaire est constitué de quatre canons antiaériens de 4 pouces Mark 5. Le York embarque aussi deux canons à tir rapide de 2 livres QF simples pour la lutte antiaérienne. Enfin, le croiseur possède deux tubes lance-torpilles triples sous la ligne de flottaison, tirant des torpilles de 531 mm.
Le York est équipé d'une ceinture blindée sur l'ensemble de la ligne de flottaison. Les flancs de la salle des machines sont protégés par 76 mm de blindage et ceux du magasin de munitions par 88,9 mm de blindage. La cloison à l'arrière de la salle des machines fait 88,9 mm d'épaisseur. Le plafond et la cloison arrière du magasin de munition sont épais de 88,9 mm. Une place est prévue pour un hydravion et sa catapulte, mais le navire ne recevra jamais ce matériel. Une seconde catapulte devait prendre place sur la tourelle B, mais le projet est abandonné pendant la construction du navire.
La quille du York est posée le 18 mai 1927 dans les chantiers de la Palmers Shipbuilding and Iron Company, à Jarrow ; le croiseur est lancé le 17 juillet 1928 et armé le 1er mai 1930.
L'équipage du navire est constitué de 628 officiers et hommes d'équipage.

## Service actif

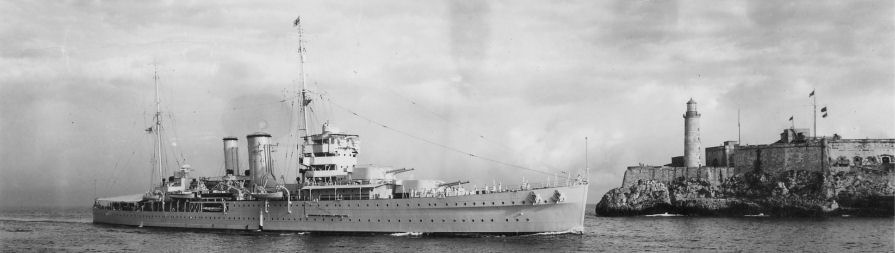
Le York entrant dans le port de La Havane, en janvier 1938.

### Avant-guerre
Après son armement en mai 1930, le York devient le navire amiral de la deuxième escadre de croiseurs de la Home Fleet,. Il intègre ensuite la 8e escadre de croiseurs au sein de la station d'Amérique du Nord et des Antilles puis est détaché auprès de la flotte de la Méditerranée en 1935 et 1936, à l'occasion de la Seconde Guerre italo-abyssinienne. Le croiseur retourne ensuite en Amérique jusqu'au déclenchement de la Seconde Guerre mondiale.

### Service en Atlantique
Le navire est alors transféré à Halifax pour escorter des convois. En octobre 1939, le York est intégré à la Force F, chargée de la traque des corsaires allemands et de la protection des convois ; il participe ainsi aux convois HX 1, HX 2, HX 4, HX 5 et HX 10. Il bénéficie d'une légère remise à niveau aux Bermudes du 31 octobre au 22 novembre avant de retourner en Grande-Bretagne en décembre pour des travaux plus complets.
Le 9 février 1940, le York est affecté à la 1re escadre de croiseur de la Home Fleet. Le 3 mars 1940, le navire intercepte le forceur de blocus Arucas dans le détroit du Danemark, au large de l'Islande, mais son équipage le saborde avant que les Britanniques ne le capturent,.

#### Campagne de Norvège
Au début du mois d'avril 1940, le York et le reste de son escadre sont assignés au transport des troupes prévues pour le plan R 4, c'est-à-dire l'invasion britannique de la Norvège. Les troupes sont débarquées le 8 avril, lorsque les Britanniques apprennent l'imminence de l'invasion de la Norvège par l'Allemagne et l'escadre, commandée par le vice-amiral Cunningham, rejoint le gros de la Home Fleet en mer. Le 10 avril, le destroyer HMS Eclipse est sévèrement endommagé par une attaque aérienne et le York est désigné pour le remorquer jusqu'à Lerwick.
Le navire, avec les croiseurs légers HMS Manchester et Birmingham, transporte le 1er bataillon des Green Howards (en) ainsi que d'autres troupes de Rosyth à Åndalsnes et Molde les 24 et 25 avril, puis rentre en Grande-Bretagne le 26. Dans la nuit du 1er au 2 mai, à la fin de la campagne, il participe à l'évacuation du corps expéditionnaire allié de Namsos, avec des transports français et des destroyers britanniques.

### Service en Méditerranée
En août 1940, le York est affecté à la flotte de la Méditerranée, et rejoint la 3e escadre de croiseurs à Alexandrie à la fin du mois de septembre, après avoir escorté un convoi passant par le cap de Bonne Espérance. Deux jours après son arrivée, il participe à l'opération MB5, au cours de laquelle la flotte de la Méditerranée escorte les croiseurs légers HMS Liverpool et Gloucester qui transportent des troupes jusqu'à Malte.
Pendant la bataille du cap Passero, le York coule l'Artigliere, un destroyer italien abandonné après avoir été endommagé la veille au cours d'un engagement avec le croiseur HMS Ajax. Un mois plus tard, le York et le reste de la flotte de Méditerranée mènent l'opération MB8, dont l'un des volets est l'opération Judgement ; au cours de celle-ci, les appareils du porte-avions HMS Illustrious, dans l'escorte duquel se trouve le York, attaquent la flotte italienne dans le port de Tarente la nuit du 11 au 12 novembre. Quelques jours plus tard, le croiseur transporte des troupes britanniques d'Alexandrie au Pirée, en Grèce. Le 26 novembre, la 3e escadre escorte un petit convoi vers Malte.
Le 16 décembre, la flotte de la Méditerranée, dont le York, mène une série d'attaques aériennes sur des navires italiens et sur la base aérienne de Rhodes et bombarde Vlora. Début janvier 1941, le navire escorte le navire-citerne RFA Brambleleaf et quatre corvettes de classe Flower jusqu'à la baie de La Sude, en Crète, et opère en Méditerranée orientale pendant l'opération Excess. Le York rejoint Alexandrie le 16 janvier puis retourne dans la baie de La Sude au début du mois de février pour mener des opérations contre la flotte italienne. Pendant l'opération Lustre, le navire escorte des convois de troupes entre l'Égypte et la Grèce.

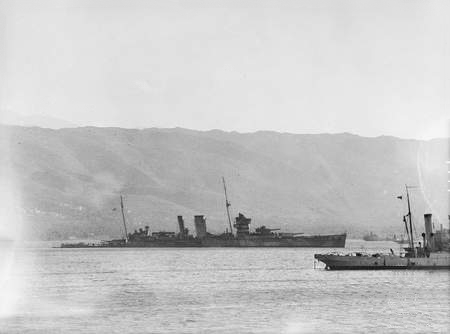
Le York immobilisé dans la baie de La Sude en mai 1941.

Le 26 mars 1941, les Italiens de la Xe Flottiglia MAS lancent une attaque contre les navires ancrés dans la baie de La Sude. Transportés depuis l'Italie par les deux destroyers Crispi et Sella, six vedettes rapides chargées d'explosifs et commandées par le lieutenant de vaisseau Luigi Faggioni entrent dans la baie de La Sude et attaquent le York et le pétrolier Pericles. Celui-ci est touché par une vedette et s'enflamme. Deux vedettes explosives frappent le croiseur lourd en son centre, provoquant des voies d'eau et l'inondation de deux chaudières et d'une salle des machines. Deux marins britanniques sont tués durant l'attaque. L'ensemble des marins italiens survit à l'assaut et est fait prisonnier par les Alliés. Fortement touché, le York est échoué pour éviter son naufrage. Le sous-marin HMS Rover est alors mis à contribution pour fournir l'énergie électrique nécessaire au maintien en service des canons antiaériens du croiseur ; malgré cela, il est sévèrement touché lors d'une attaque aérienne survenue peu après et doit être remorqué pour être réparé. Le 18 mai, les stukas infligent d'importants dégâts au navire échoué, au point de le rendre irréparable. Son artillerie principale est détruite à l'explosif le 22 mai 1941 lorsque les Alliés commencent à évacuer la Crète.

## Épave
L'épave du York est renflouée en février 1952 et remorquée jusqu'à Bari, où sa démolition commence le 3 mars.